# Sayuri Uenishi
Sayuri Uenishi (上西 小百合, Uenishi Sayuri), née à Habikino le 30 avril 1983, était une femme politique japonaise. Elle est députée de 2012 à 2017.

## Biographie

### Profil
Sayuri Uenishi est licenciée de l'université « Kobe College » (神戸女学院大学, Kōbe Jogakuin Daigaku). Elle est députée depuis 2012. En 2015, elle exerce son deuxième terme de membre de la Chambre des représentants.

### Parti politique
Elle était membre du Parti de la restauration (維新の党, Ishin no Tō). Mais, maintenant, elle n’en fait plus partie.

## Objectifs politiques[1]
- Utiliser les impôts de façon satisfaisante
- Améliorer le statut des travailleurs paramédicaux et mieux lutter contre les incendies
- Amplifier la place des femmes et leur rôle actif
- Promouvoir les déréglementations
- Encourager les investisseurs

## Incidents
Sayuri Uenishi était absente — apparemment sous le prétexte d’être malade — lors d’une réunion de la Chambre des représentants du Japon le 13 mars 2015. En outre, elle s'est rendue à Kyoto le 15 mars avec son secrétaire et y a passé la nuit. Après ces incidents, le parti Ishin no Tō (維新の党) a décidé de l’exclure.

## Publications
Sayuri Uenishi a publié le livre Sayuri (小百合) le 18 août 2015.